# Una donna per amico
Una donna per amico — тринадцатый студийный альбом итальянского автора-исполнителя Лучо Баттисти, выпущенный в октябре 1978 года на лейбле Numero Uno. Альбом был записан в Англии с продюсером Джеффом Уэстли и британскими сессионными музыкантами.
В коммерческом плане альбом стал крайне успешным, достигнув первого места в итальянском хит-параде, а продажи его превысили r 1998 году 600 тысяч копий. Итальянская федерация звукозаписывающей индустрии присвоила ему золотую сертификацию за более чем 25 тысяч цифровых копий (с 2009 года).
Это последний альбом, на котором Баттисти появляется на обложке, а также, по сути, последняя фотосессия, которую Баттисти разрешит сделать; с этого момента никаких новых официальных фотографий его не было опубликовано.

## Отзывы критиков
| Оценки критиков | Оценки критиков |
| Источник        | Оценка          |
| --------------- | --------------- |
| AllMusic        | [ 4 ]           |
| OndaRock        | 6,5/10          |

Мариано Прунес из AllMusic поставил альбом три с половиной звезды и написал: «Баттисти перенимает расцветающее звучание новой волны того времени для альбома, в котором преобладают пульсирующий бас, синтезаторы и электронные барабаны. Тексты Могола, с другой стороны, кажутся ближе к романтическим размышлениям о классике начала 1970-х, чем это было в предыдущие годы, они касаются исключительно отношений и повседневных ситуаций в его фирменном разговорном стиле». Франческо Буффоли также дал альбому средний балл отметив, что отношения с Моголом неизбежно дали трещину, и Лучо, чья любовь к англо-американской музыке в конце 1970-х годов растёт, убеждается в том, чтобы идти по новым путям и искать новые творческие решения, что нашло отражение в альбоме: «Если лирика, которая всё ещё остается Могола, всё еще близка к тому, что было в начале десятилетия, то композиции всё ближе и ближе приближаются к фанковым вселенным и зарождающейся электронной поп-музыке, что идеально соответствует новым англо-американским тенденциям новой волны».
В 2012 году журнал Rolling Stone поместил его на третью строчку списка ста самых лучших итальянских альбомов.

## Список композиций
Все тексты написаны Моголом, вся музыка написана Лучо Баттисти.
1. «Prendila così» — 7:48
2. «Donna selvaggia donna» — 4:39
3. «Aver paura d’innamorarsi troppo» — 5:49
4. «Perché no» — 5:44
5. «Nessun dolore» — 6:15
6. «Una donna per amico» — 5:19
7. «Maledetto gatto» — 4:21
8. «Al cinema» — 4:36

## Участники записи
- Аранжировка, бэк-вокал, клавишные, продюсер, синтезатор — Джефф Уэстли
- Бас-гитара — Дэйв Олни (2, 3, 6), Пол Вествуд
- Барабаны, перкуссия — Джерри Конвей
- Вокал — Лучо Баттисти
- Гитара — Пип Уильямс
- Звукорежиссёр — Грег Уолш
- Звукорежиссёр (ассистент) — Алан Дуглас, Саймон Харрелл
- Ударные — Фрэнк Рикотти (4-6, 8)

## Чарты
| Чарт (1978)               | Высшая позиция |
| ------------------------- | -------------- |
| Италия (Musica e dischi)  | 1              |
| Чарт (2007)               | Высшая позиция |
| Италия (Classifica album) | 29             |

## Сертификации и продажи
| Регион        | Сертификация | Продажи |
| ------------- | ------------ | ------- |
| Италия (FIMI) | Золотой      | 600 000 |